# Liparis cespitosa
Liparis cespitosa (Lam.) Lindl., 1825 è una pianta appartenente alla famiglia delle Orchidacee.

## Descrizione
È una specie epifita, pseudobulbosa.

## Distribuzione e habitat
La specie ha un ampio areale che si estende dall'Africa orientale al Sud Pacifico.